# 3862 Agekian
3862 Agekian è un asteroide della fascia principale. Scoperto nel 1972, presenta un'orbita caratterizzata da un semiasse maggiore pari a 2,5409077 UA e da un'eccentricità di 0,2504698, inclinata di 9,00560° rispetto all'eclittica.